# La Estrella de Arica
La Estrella de Arica es un periódico chileno, de carácter local, editado en la ciudad de Arica, actual capital de la Región de Arica y Parinacota. En la actualidad es uno de los periódicos más leídos en la región, luego de que se creara la Región de Arica y Parinacota, separándose de la Región de Tarapacá.
El periódico ariqueño está afiliado a la cadena de Diarios Regionales (perteneciente a El Mercurio), y además es miembro de la Asociación Nacional de la Prensa.

## Historia
El periódico fue fundado el 8 de febrero de 1976 en la ciudad de Arica, y desde ese día ha informado ininterrumpidamente a la población de aquella ciudad. Su primer director fue Gabriel Cantón Santelices y en la primera foto de portada aparecía la Catedral de San Marcos y el Morro de Arica.
El 7 de febrero de 2011, en el marco de las celebraciones por el trigésimoquinto aniversario del periódico, el periodista Eduardo Campos Correa asumió la dirección de La Estrella de Arica, reemplazando a Roberto Gaete Parraguez.

## Directores
| Período                         | Director                   |
| ------------------------------- | -------------------------- |
| 1976-1978                       | Gabriel Cantón Santelices  |
| 1978-1981                       | Germán Carmona Mayer       |
| 1981-1982                       | Arcadio Castillo Ortiz     |
| 1982-1987                       | Enrique Jorquera Márquez   |
| 1987-1992                       | Darío Canut de Bon Urrutia |
| 1992-1995                       | Emilio Bakit Vargas        |
| 1995-2009                       | Reinaldo Neira Ruiz        |
| 2009-7 de febrero de 2011       | Roberto Gaete Parraguez    |
| 7 de febrero de 2011-actualidad | Eduardo Campos Correa      |

## Suplementos
Al igual que los demás diarios de la Empresa Periodística El Norte, La Estrella de Arica publica el suplemento "El país y el mundo" que contiene noticias de Chile y el extranjero.
Dentro de los suplementos que editaba La Estrella de Arica se cuenta la revista femenina Genoveva, que circulaba los días sábado junto al periódico y que fue descontinuado a fines de los años 2000.

## Pensamiento editorial
Al igual que todos los periódicos pertenecientes a El Mercurio, La Estrella de Arica mantiene un estilo formal, aunque ligeramente menos conservador que su matriz.